# 马斯箭竹
马斯箭竹（学名：Fargesia dura）为禾本科箭竹属下的一个种。

## 扩展阅读
- 維基物種上的相關：马斯箭竹